# Perdiu boscana pitdaurada
La perdiu boscana pitdaurada(Arborophila brunneopectus) és una espècie d'ocell de la família dels fasiànids (Phasianidae) que habita la selva de l'oest de la Xina, Myanmar, Tailàndia, Laos i nord i centre del Vietnam.